# Bourne (serie de filme)
Bourne este o serie de filme bazată pe romanele thriller cu Jason Bourne scrise de Robert Ludlum și Eric Van Lustbader.

## Lista filmelor
- The Bourne Identity (2002), Identitatea lui Bourne (film din 2002)
- The Bourne Supremacy (2004), Supremația lui Bourne (film)
- The Bourne Ultimatum (2007), Ultimatumul lui Bourne (film)
- The Bourne Legacy (2012), Moștenirea lui Bourne
- Jason Bourne (2016)

## Actori și personaje
| Personaj                                 | Film                       | Film                        | Film                        | Film                     | Film                     |
| Personaj                                 | The Bourne Identity (2002) | The Bourne Supremacy (2004) | The Bourne Ultimatum (2007) | The Bourne Legacy (2012) | Jason Bourne (2016)      |
| ---------------------------------------- | -------------------------- | --------------------------- | --------------------------- | ------------------------ | ------------------------ |
| Jason Bourne David Webb                  | Matt Damon                 | Matt Damon                  | Matt Damon                  | Matt Damon               | Matt Damon               |
| Nicolette "Nicky" Parsons                | Julia Stiles               | Julia Stiles                | Julia Stiles                |                          | Julia Stiles             |
| Marie Helena Kreutz                      | Franka Potente             | Franka Potente              | Franka Potente              |                          |                          |
| Ward Abbott                              | Brian Cox                  | Brian Cox                   | Brian Cox                   |                          |                          |
| Alexander Conklin                        | Chris Cooper               | Chris Cooper                |                             |                          |                          |
| The Professor                            | Clive Owen                 |                             |                             |                          | Clive Owen               |
| Nykwanna Wombosi                         | Adewale Akinnuoye-Agbaje   |                             |                             |                          | Adewale Akinnuoye-Agbaje |
| Daniel "Danny" Zorn                      | Gabriel Mann               | Gabriel Mann                |                             |                          |                          |
| Kirill                                   |                            | Karl Urban                  |                             |                          |                          |
| Jarda                                    |                            | Marton Csokas               |                             |                          |                          |
| Tom Cronin                               |                            | Tom Gallop                  | Tom Gallop                  |                          |                          |
| Pamela Landy                             |                            | Joan Allen                  | Joan Allen                  | Joan Allen               |                          |
| Noah Vosen                               |                            |                             | David Strathairn            | David Strathairn         |                          |
| Ezra Kramer                              |                            |                             | Scott Glenn                 | Scott Glenn              |                          |
| Dr. Albert Hirsch                        |                            |                             | Albert Finney               | Albert Finney            | Albert Finney            |
| Ray Wills                                |                            |                             | Corey Johnson               | Corey Johnson            |                          |
| Simon Ross                               |                            |                             | Paddy Considine             | Paddy Considine          |                          |
| Paz                                      |                            |                             | Edgar Ramirez               | Edgar Ramirez            |                          |
| Martin Kreutz                            |                            |                             | Daniel Brühl                |                          |                          |
| Desh Bouksani                            |                            |                             | Joey Ansah                  |                          | Joey Ansah               |
| Kiley                                    |                            |                             | Scott Adkins                |                          |                          |
| Aaron Cross Kenneth J. Kitsom Outcome #5 |                            |                             |                             | Jeremy Renner            |                          |
| Dr. Marta Shearing                       |                            |                             |                             | Rachel Weisz             |                          |
| Eric Byer                                |                            |                             |                             | Edward Norton            |                          |
| Mark Turso                               |                            |                             |                             | Stacy Keach              |                          |
| Outcome #3                               |                            |                             |                             | Oscar Isaac              |                          |
| LARX 3                                   |                            |                             |                             | Louis Ozawa Changchien   |                          |
| Zev Vendel                               |                            |                             |                             | Corey Stoll              |                          |
| Robert Dewey                             |                            |                             |                             |                          | Tommy Lee Jones          |
| Heather Lee                              |                            |                             |                             |                          | Alicia Vikander          |
| Asset                                    |                            |                             |                             |                          | Vincent Cassel           |
| Aaron Kalloor                            |                            |                             |                             |                          | Riz Ahmed                |
| Craig Jeffers                            |                            |                             |                             |                          | Ato Essandoh             |
| Richard Webb                             |                            |                             |                             |                          | Gregg Henry              |

### Echipa de producție
| Rol/Altele          | Film                                                                                        | Film                                                                    | Film                                                                                                | Film | Film                                                                                       |
| Rol/Altele          | The Bourne Identity                                                                         | The Bourne Supremacy                                                    | The Bourne Ultimatum                                                                                | The Bourne Legacy                                                                                         | Jason Bourne                                                                               |
| ------------------- | ------------------------------------------------------------------------------------------- | ----------------------------------------------------------------------- | --------------------------------------------------------------------------------------------------- | --- | ------------------------------------------------------------------------------------------ |
| Regizor             | Doug Liman                                                                                  | Paul Greengrass                                                         | Paul Greengrass                                                                                     | Tony Gilroy                                                                                               | Paul Greengrass                                                                            |
| Producător          | Doug Liman, Patrick Crowley, Richard N. Gladstein                                           | Frank Marshall, Patrick Crowley, Paul L. Sandberg                       | Frank Marshall, Patrick Crowley, Paul L. Sandberg                                                   | Frank Marshall, Patrick Crowley, Jeffrey M. Weiner, Ben Smith                                             | Frank Marshall, Jeffrey M. Weiner, Ben Smith, Matt Damon, Paul Greengrass, Gregory Goodman |
| Monteur             | Saar Klein                                                                                  | Christopher Rouse Rick Pearson                                          | Christopher Rouse                                                                                   | John Gilroy                                                                                               | Christopher Rouse                                                                          |
| Director de imagine | Oliver Wood                                                                                 | Oliver Wood                                                             | Oliver Wood                                                                                         | Robert Elswit                                                                                             | Barry Ackroyd                                                                              |
| Compozitor          | John Powell                                                                                 | John Powell                                                             | John Powell                                                                                         | James Newton Howard                                                                                       | John Powell David Buckley                                                                  |
| Scenarist           | Screenplay: Tony Gilroy William Blake Herron Based on: The Bourne Identity by Robert Ludlum | Screenplay: Tony Gilroy Based on: The Bourne Supremacy by Robert Ludlum | Screenplay: Tony Gilroy Scott Z. Burns George Nolfi Based on: The Bourne Ultimatum by Robert Ludlum | Screenplay: Tony Gilroy & Dan Gilroy Story: Tony Gilroy Based on: The Bourne Legacy by Eric Van Lustbader | Screenplay: Paul Greengrass Christopher Rouse Based on: Bourne series by Robert Ludlum     |
| Distribuitor        | Universal Pictures                                                                          | Universal Pictures                                                      | Universal Pictures                                                                                  | Universal Pictures                                                                                        | Universal Pictures                                                                         |
| Premiera            | 14 iunie 2002                                                                               | 23 iulie 2004                                                           | 3 august 2007                                                                                       | 10 august 2012                                                                                            | 29 iulie 2016                                                                              |
| Running time        | 118 minutes                                                                                 | 108 minutes                                                             | 116 minutes                                                                                         | 135 minutes                                                                                               | 123 minutes                                                                                |